# Polygala amatymbica
Polygala amatymbica är en jungfrulinsväxtart som beskrevs av Christian Friedrich Frederik Ecklon och Zeyh.. Polygala amatymbica ingår i släktet jungfrulinssläktet, och familjen jungfrulinsväxter. Inga underarter finns listade i Catalogue of Life.